# TP Mazembe

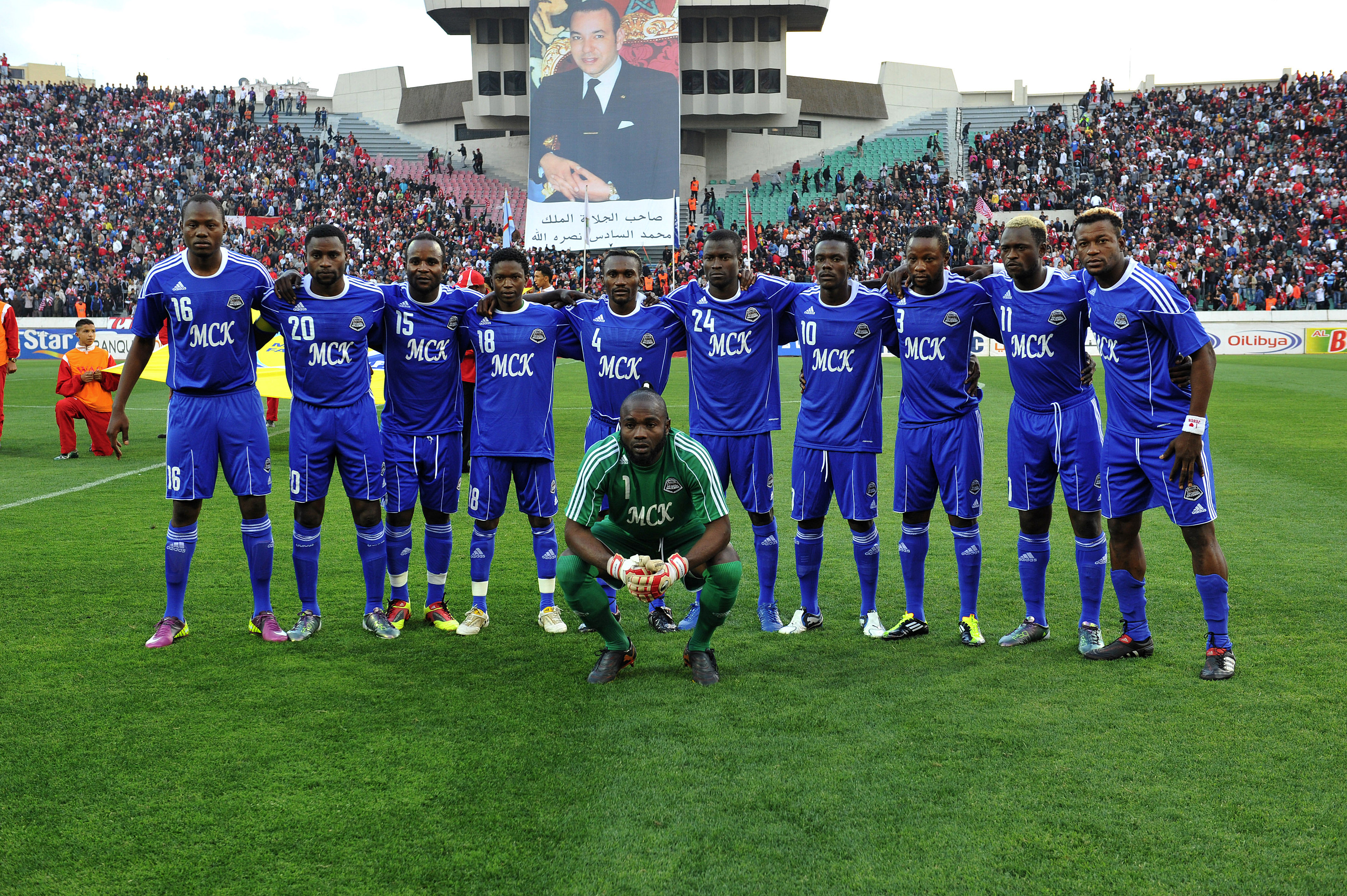
Team van 2011

TP Mazembe is een Congolese voetbalclub uit de stad Lubumbashi. De club speelde eerder onder de naam TP Englebert en werd opgericht onder de naam FC Saint-Georges. Internationaal raakte de club voornamelijk bekend dankzij haar deelnames aan het wereldkampioenschap voetbal voor clubs.

## Geschiedenis
Het was in 1939 in Elisabethstad (nu Lubumbashi) in voormalig Belgisch-Congo, dat Benedictijnse missionarissen beslisten om een voetbalclub op te richten voor de leerlingen van hun Sint-Bonifatius Instituut. Hiervoor werden de leerlingen voornamelijk betrokken in padvinderij.
Het team werd FC Saint-Georges gedoopt naar de patroonheilige Sint Joris van de Scouts. Het team ving onmiddellijk aan in de eerste divisie van de 'Fédération Royale des Associations Sportives Indigènes' (FRASI), waar het derde eindigde.  In 1944, werd de club omgedoopt tot Saint Paul FC. Enige jaren later stopten de missionarissen met het besturen van de club en kreeg het opnieuw een andere naam: F.C. Englebert. Inspiratie voor die naam haalde men bij sponsor 'Englebert', een Belgische firma gekend voor zijn productie van banden en andere kunststoffen.
In het eerste jaar als F.C. Englebert werd het team kampioen zonder een wedstrijd te verliezen. Om deze prestatie onsterfelijk te maken, besloot het bestuur om het voorvoegsel "TOUT PUISSANT" toe te voegen aan Englebert.
Na de onafhankelijkheid van Congo op 30 juni 1960, vond er een herstructurering plaats in 1966. In het eerste seizoen na deze herstructurering werd de ploeg landskampioen, won het de Beker van Katanga en de Beker van Congo-Kinshasa. Een unieke 'hattrick'.
In 1967 en 1968, wint de club twee keer de Afrikaanse Beker der Landskampioenen. Dé glorieperiode van Tout Puissant Englebert Mazembe. Viermaal op rij zal de ploeg finalist zijn van deze Beker der Landskampioenen (1967, 1968, 1969 en 1970).
Na een slechtere periode breekt met het nieuwe millennium een nieuwe gouden periode aan dankzij de komst van zakenman Moïse Katumbi Chapwe, die eigenaar en voorzitter wordt. De club wordt weer meermaals landskampioen en behaalt mooie prestaties in de CAF Champions League die het opnieuw wint in 2009, 2010 en 2015. Hierdoor mocht TP Mazembe reeds driemaal deelnemen aan het wereldkampioenschap voetbal voor clubs en werd het in 2010 de eerste club buiten Europa en Zuid-Amerika in de finale.
De club verliet in 2012 haar thuisbasis Stade Frederic Kibassa Maliba en trok naar het moderne Stade TP Mazembe in stadswijk Kamalondo.

## Erelijst
- Linafoot: 1966, 1967, 1969, 1976, 1987, 2000, 2001, 2006, 2007, 2009, 2011, 2012, 2013, 2014, 2016, 2017, 2019
- Coupe du Congo: 1966, 1967, 1976, 1979, 2000
- Supercoupe du Congo: 2013, 2014, 2016
- African Cup of Champions Clubs / CAF Champions League: 1967, 1968, 2009, 2010, 2015
- CAF Confederation Cup: 2016, 2017
- African Cup Winners' Cup: 1980
- CAF Super Cup: 2010, 2011, 2016

## WK voor clubs
Als kampioen van Afrika nam TP Mazembe voor het eerst deel aan het WK voor clubs in 2009. Beide gespeelde wedstrijden werden verloren, in de kwartfinale met 1-2 van het Zuid-Koreaanse Pohang Steelers, om de 5e/6e plaats van het Nieuw-Zeelandse Auckland City FC.
De club prolongeerde zijn Afrikaanse titel en speelde een jaar later opnieuw op het WK voor clubs. De club was de verrassing van het toernooi door in de halve finale het Braziliaanse SC Internacional te verslaan en als eerste club buiten Europa en Zuid-Amerika in de finale te staan. Hierin was Internazionale te sterk.
In 2015 nam TP Mazembe opnieuw deel. In de eerste wedstrijd werd verloren van het Japanse Sanfrecce Hiroshima met 3-0. 
De wedstrijd om de 5e plaats kon ook niet gewonnen worden, Club América won met 2-1.
| Jaar | Ronde        | Land                | Club                | Uitslagen |
| ---- | ------------ | ------------------- | ------------------- | --------- |
| 2009 | 1/4          | Vlag van Zuid-Korea | Pohang Steelers     | 1-2       |
| 2009 | 5e/6e plaats | Vlag van Australië  | Auckland City FC    | 2-3       |
| 2010 | 1/4          | Vlag van Mexico     | CF Pachuca          | 1-0       |
| 2010 | 1/2          | Vlag van Brazilië   | SC Internacional    | 2-0       |
| 2010 | F            | Vlag van Italië     | Inter               | 0-3       |
| 2015 | 1/4          | Vlag van Japan      | Sanfrecce Hiroshima | 0-3       |
| 2015 | 5e/6e plaats | Vlag van Mexico     | Club América        | 1-2       |

## Bekende spelers
- Sylvain Gbohouo
- Pierre Kompany
- Dieudonné Kalulika
- Robert Kidiaba
- Dieumerci Mbokani
- Trésor Mputu
- Bedi Mbenza
- Patou Kabangu
- Mbwana Samatta
- Anthony Vanden Borre